# جون تايلر بونير
جون تايلر بونير (بالإنجليزية: John Tyler Bonner) هو أحيائي أمريكي، ولد في 12 مايو 1920 في نيويورك في الولايات المتحدة، وتوفي في 8 فبراير 2019.